# Alex Riel (filosof)
 Ikke at forveksle med  Trommeslageren Alex Riel
Alex Riel (født 1962) er en dansk cand.mag. i filosofi, foredragsholder og forfatter til flere bøger om store filosofiske spørgsmål, og deres indvirkning menneskers hverdagsliv og værdier. Som filosof hører Alex Riel især til den esoteriske åndsvidenskab, og han er optaget af at skabe en syntese mellem spiritualitet og videnskab.Riel har blandt andet skrevet om, hvordan det spirituelle, videnskaberne og filosofien kan integreres og bidrage til en større forståelse af verden, der også er væsentlig i forståelsen af menneskehedens udvikling.
Alex Riel er inspireret af den danske filosof Martinus, og i den forbindelse har han blandt andet udgivet bogen Livets største overraskelse om efterlivet. Riel arbejder med spirituel efterlivsterapi, der baserer sig på menneskers møder med livet efter døden, som ofte har healende virkninger, hvilket alle mennesker kan lære at anvende.